# Station Wijnaldum
Wynaldum of Wijnaldum (Wnd) was een stopplaats aan de voormalige spoorlijn Stiens - Harlingen. De stopplaats van Wijnaldum in de buurtschap Voorrijp werd geopend op 1 oktober 1903 en was in gebruik tot en met 15 mei 1935.
Dit station is gebouwd naar het stationsontwerp met de naam Standaardtype NFLS, die voornamelijk werd gebruikt voor verschillende spoorwegstations in Friesland. Het station Wijnaldum viel binnen het type NFLS halte 3e klasse.
In december 2022 heeft een brand de binnenzijde van het gebouw verwoest.